# Singapore Sports Hub
«Singapore Sports Hub» (кит. 新加坡体育城, малайск. Hab Sukan Singapura,там. சிங்கப்பூர் விளையாட்டு மையம்) — многофункциональный спортивный и развлекательный комплекс, расположенный в сингапурском районе Каланг. Представляет собой пространство, занимающее площадь около 35 гектар, где расположены несколько арен для проведения соревнований по самым разнообразным видам спорта, площадки и поля под открытым небом, торговый центр, а также зоны отдыха.
Комплекс был заложен в сентябре 2010 года и официально открыт 26 июля 2015, хотя различные спортивные мероприятия проводятся здесь с 2014 года. Центральный объект — «Национальный стадион», вмещает до 55 тысяч зрителей и служит для проведения матчей по футболу, регби, крикету, а также легкоатлетических соревнований. Неподалёку расположены «Сингапурский крытый стадион» на 12 тысяч зрителей (открыт в 1989 году), OSBC Aquatics Centre, где проходят состязания по плаванию, и OSBC Arena на три тысячи зрителей.

## Планы и строительство
С 1973 года на месте «Singapore Sports Hub» располагался старый «Национальный стадион», принимавший большинство проходивших в Сингапуре крупных турниров по таким видам спорта как футбол, хоккей на траве, регби, а также комплексных соревнований, парадов и концертов известных исполнителей. Дискуссия о необходимости замены существующего стадиона на целый спортивный комплекс мирового класса началась в 2001 году, когда с соответствующей рекомендацией в своём докладе выступил Спортивный комитет Сингапура. В качестве примеров успешного опыта использования подобных объектов значились «Миллениум» в Уэльсе, а также ряд стадионов США, Новой Зеландии и Австралии. В 2002 году Министерство общественного развития, молодёжи и спорта Сингапура наняло крупную консалтинговую фирму PwC для проработки финансовых вопросов потенциального строительства.
В 2003 году исполняющий обязанности министра развития и спорта Якоб Ибрагим объявил об окончательном согласовании постройки комплекса, который будет возведён в районе Каланг на месте «Национального стадиона». Расположение было выбрано исходя из соображений транспортной и пешей доступности, а также возможности интеграции сооружений в городской ландшафт. В 2005 году было принято решение производить строительство и управление комплексом в рамках договора государственно-частного партнёрства сроком на 25 лет. В тендере поучаствовали три группы компаний — Alpine Consortium, Singapore Gold Consortium и Singapore Sports Hub Consortium. Победителем стал последний — Singapore Sports Hub Consortium, в который вошли четыре частные компании — InfraRed Capital Partners, Dragages Singapore, Cushman & Wakefield, Global Spectrum Asia. Архитектура спортивных объектов была разработана международной фирмой Arup Sport, неспортивных сооружений — сингапурским бюро DP Architects, а ландшафт — американцами из AECOM.
Строительство предполагалось начать в 2008 году, однако из-за разразившегося в мире экономического кризиса и последовавшего за ним подорожанием материалов и услуг по постройке, церемония закладки первого камня прошла только в 2010 году. Работы прошли в два этапа. Первый завершился в феврале 2011 и состоял из сноса старого «Национального стадиона» и подготовки площадки к возведению новых сооружений. Второй этап подразумевал непосредственно постройку зданий комплекса. В общей сложности работы длились около 45 месяцев, в них было задействовано более сотни архитекторов и дизайнеров, а также 4 200 рабочих. Завершение строительства было запланировано на февраль 2014 года, однако оно было перенесено на два месяца, причиной стал затянувшийся сезон дождей.

## Здания
- «Национальный стадион» — арена для проведения матчей по футболу, регби, крикету и лёгкой атлетике. Вмещает 55 тысяч зрителей;
- «Сингапурский крытый стадион», построенный в 1989 году, вмещает до 12 тысяч зрителей. В разные годы принимал турниры по теннису (как большому, так и настольному), бадминтону и смешанным единоборствам;
- OCBC Aquatic Centre — стадион для проведения соревнований по плаванию, вмещающий 6 тысяч человек. Внутри находится два пятидесятиметровых бассейна: главный с десятью дорожками и тренировочный с восемью;
- OCBC Arena используется для проведения матчей по баскетболу, нетболу, волейболу и другим. Вмещает 3 тысячи зрителей;
- Splash-N-Surf — аквапарк для детей до 12 лет;
- Центр водных видов спорта, располагается на берегу реки Каланг. Используется как профессиональными спортсменами (в основном гребцами различных дисциплин), так и жителями и гостями города;
- Kallang Wave Mall — двухуровневый торговый центр, общая площадь помещений — около 41 тысячи м²;
- Кроме того, на территории комплекса располагаются площадки под открытым небом для других видов спорта (пляжный волейбол, боулз, баскетбол), скейт-парк и скалодром.

Спортивные сооружения комплекса
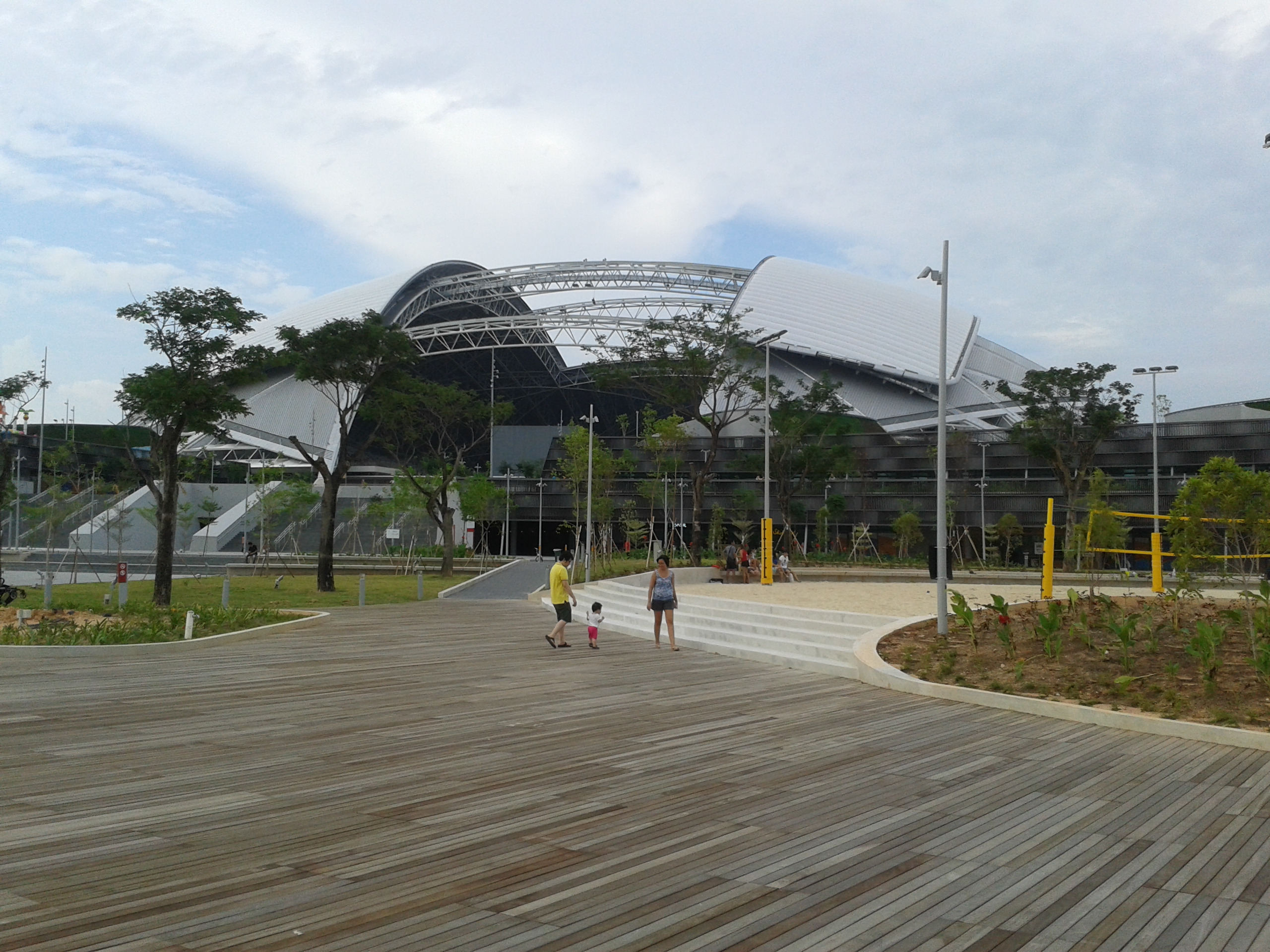
«Национальный стадион» с открытой крышей
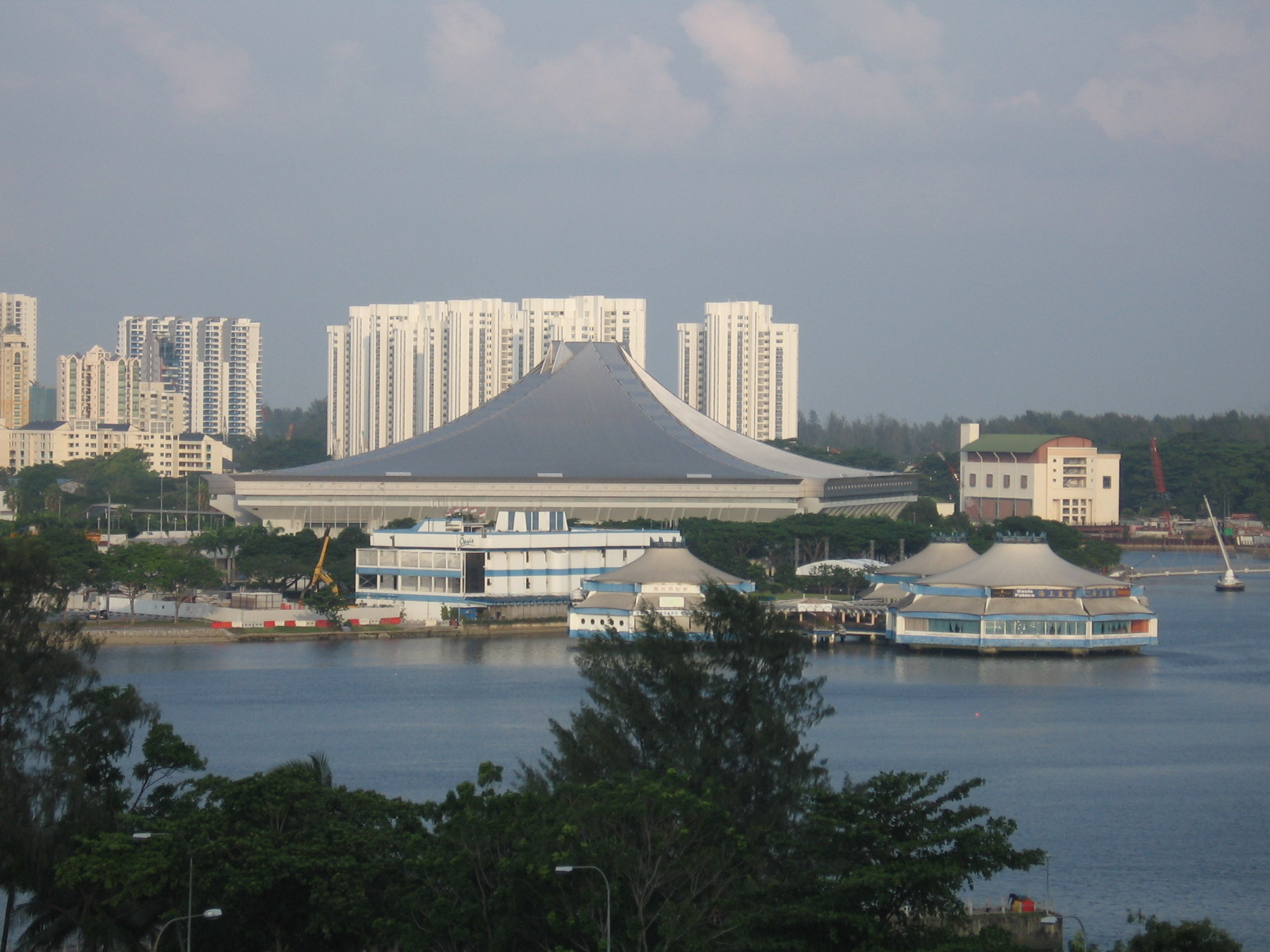
«Сингапурский крытый стадион»
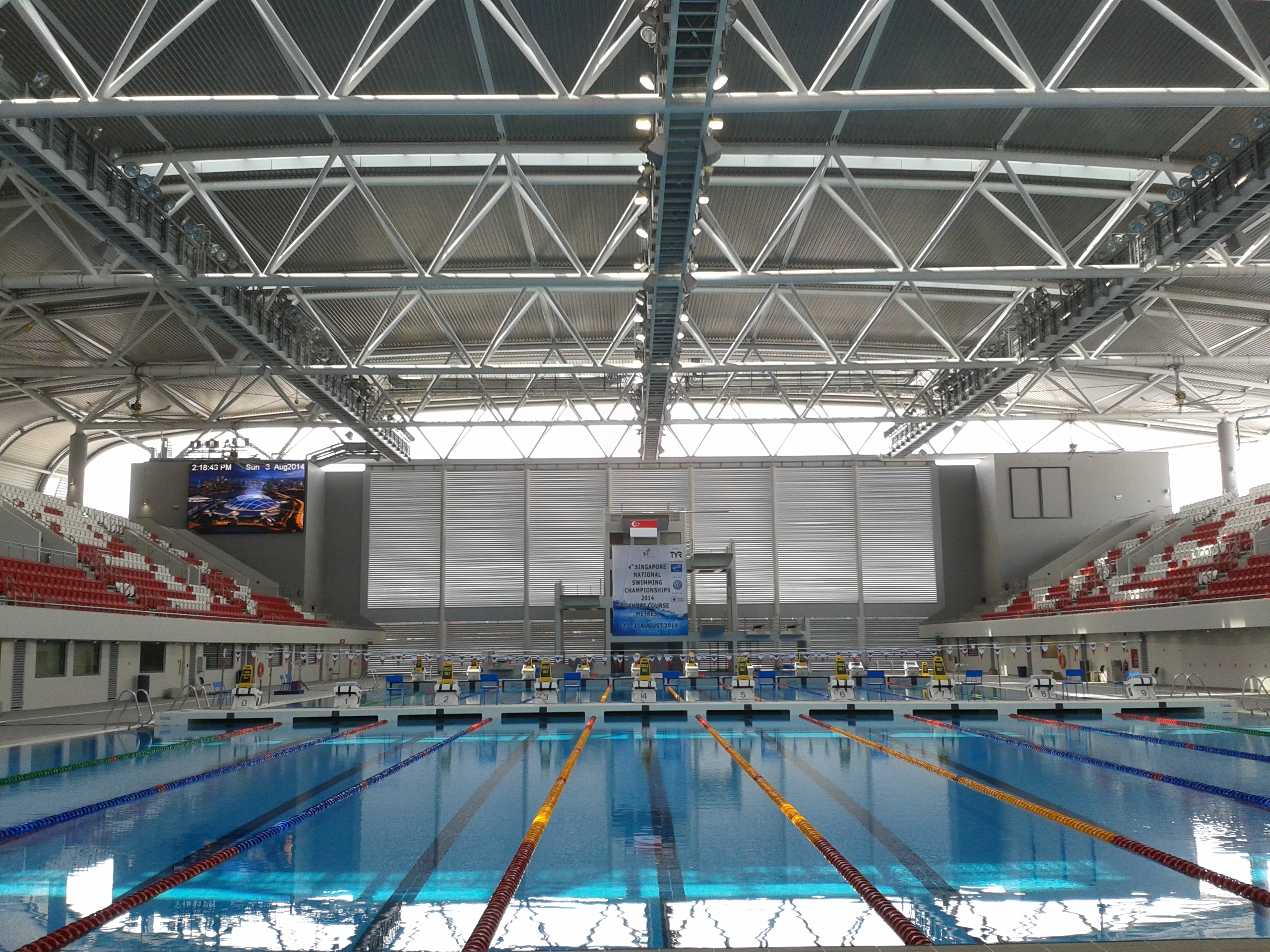
OCBC Aquatic Centre
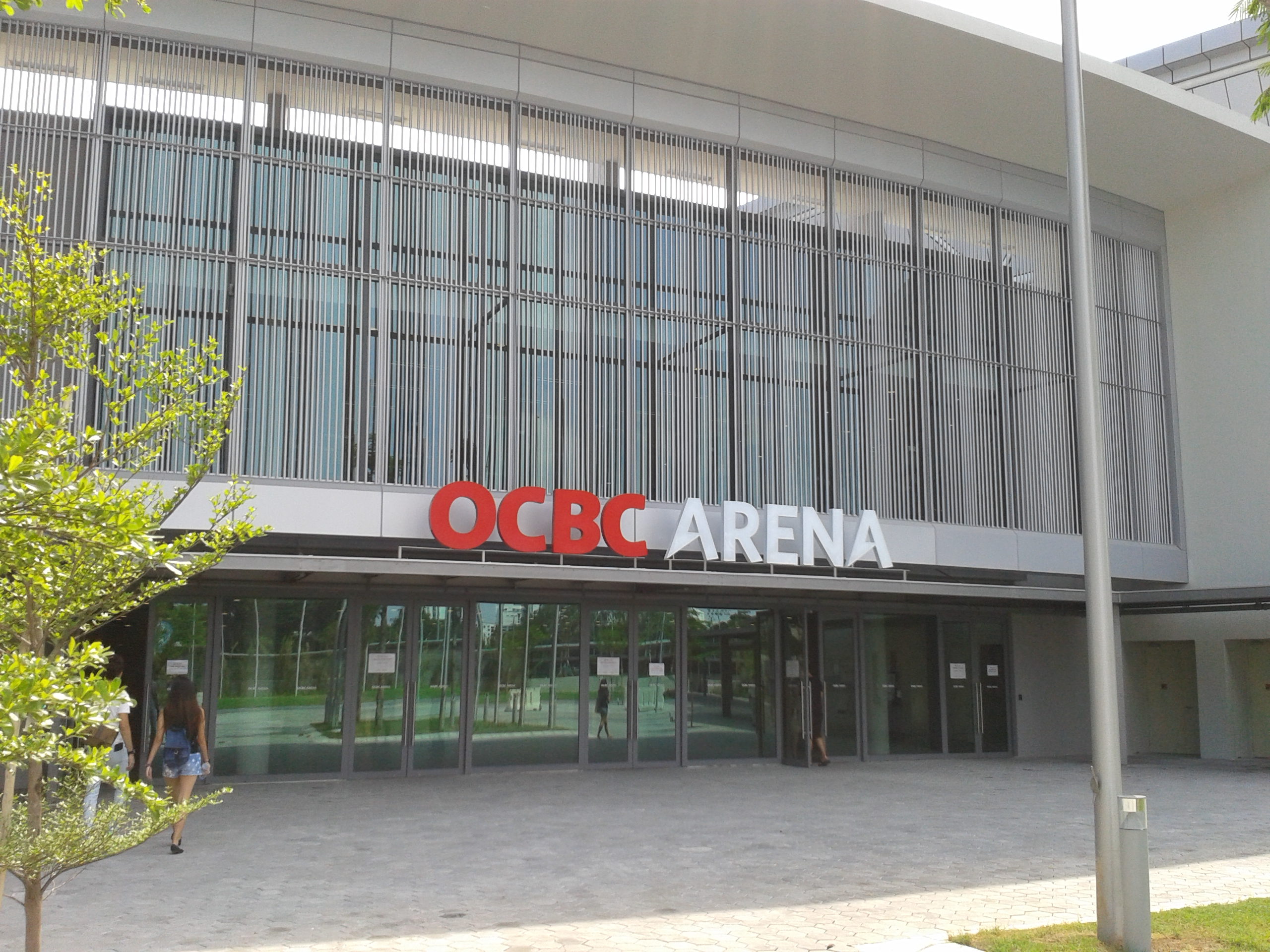
OCBS Arena

## События и соревнования
Первым спортивным соревнованием, прошедшим на «Singapore Sports Hub», стал Клубный чемпионат мира по регби-10 21 июня 2014 года. Официальная церемония открытия была проведена больше года спустя, 26 июля 2015 года, а открывал комплекс премьер-министр Сингапура Ли Сяньлун. Событие получило название Youth Celebrate! и проходило на «Национальном стадионе» практически при полном аншлаге — количество зрителей составило около 53 тысяч человек. На площадках комплекса проходят престижнейшие регулярные соревнование по различным видам спорта: ONE Championship (смешанные единоборства), Финал тура WTA (большой теннис), различные футбольные и регбийные турниры, однодневные международные матчи по крикету и многие другие состязания. В 2015 году «Singapore Sports Hub» принял Игры Юго-Восточной Азии.
Помимо спортивных турниров, здесь также проходят фестивали, выставки и концерты всемирно известных музыкантов: Мадонны, One Direction, Марайи Кэри, Селин Дион и других. В 2016 году на «Национальном стадионе» прошёл традиционный парад в честь Дня независимости Сингапура.

## Награды
Комплекс в разные годы стал лауреатом престижнейших архитектурных наград:
| Год  | Событие                         | Награда                                              | Прим.  |
| ---- | ------------------------------- | ---------------------------------------------------- | ------ |
| 2013 | Всемирный фестиваль архитектуры | Проект будущего в категории Развлечения              | [ 21 ] |
| 2014 | Всемирный фестиваль архитектуры | Здание года в категории Спорт                        | [ 22 ] |
| 2015 | Structural Awards               | За совершенство структурного проектирования          | [ 23 ] |
| 2015 | Structural Awards               | Победитель в категории Постройки для спорта и отдыха | [ 23 ] |

## Транспортная доступность
| Вид транспорта           | Пункт назначения      | Маршрут                         |
| ------------------------ | --------------------- | ------------------------------- |
| MRT — Кольцевая линия    | CC6 Stadium           | Станция на территории комплекса |
| MRT — Кольцевая линия    | CC7 Mountbatten       | 600 метров пешком до комплекса  |
| MRT — Линия Восток—Запад | EW10 Kallang          | 600 метров пешком до комплекса  |
| Автобус                  | S’pore Indoor Stadium | № 11                            |
| Автобус                  | Natl Stadium          | № 10, 14, 16, 70, 70М, 196      |